# Anomobryum
Anomobryum là một chi rêu trong họ Bryaceae.